# Kollektivtrafiken i Szeged

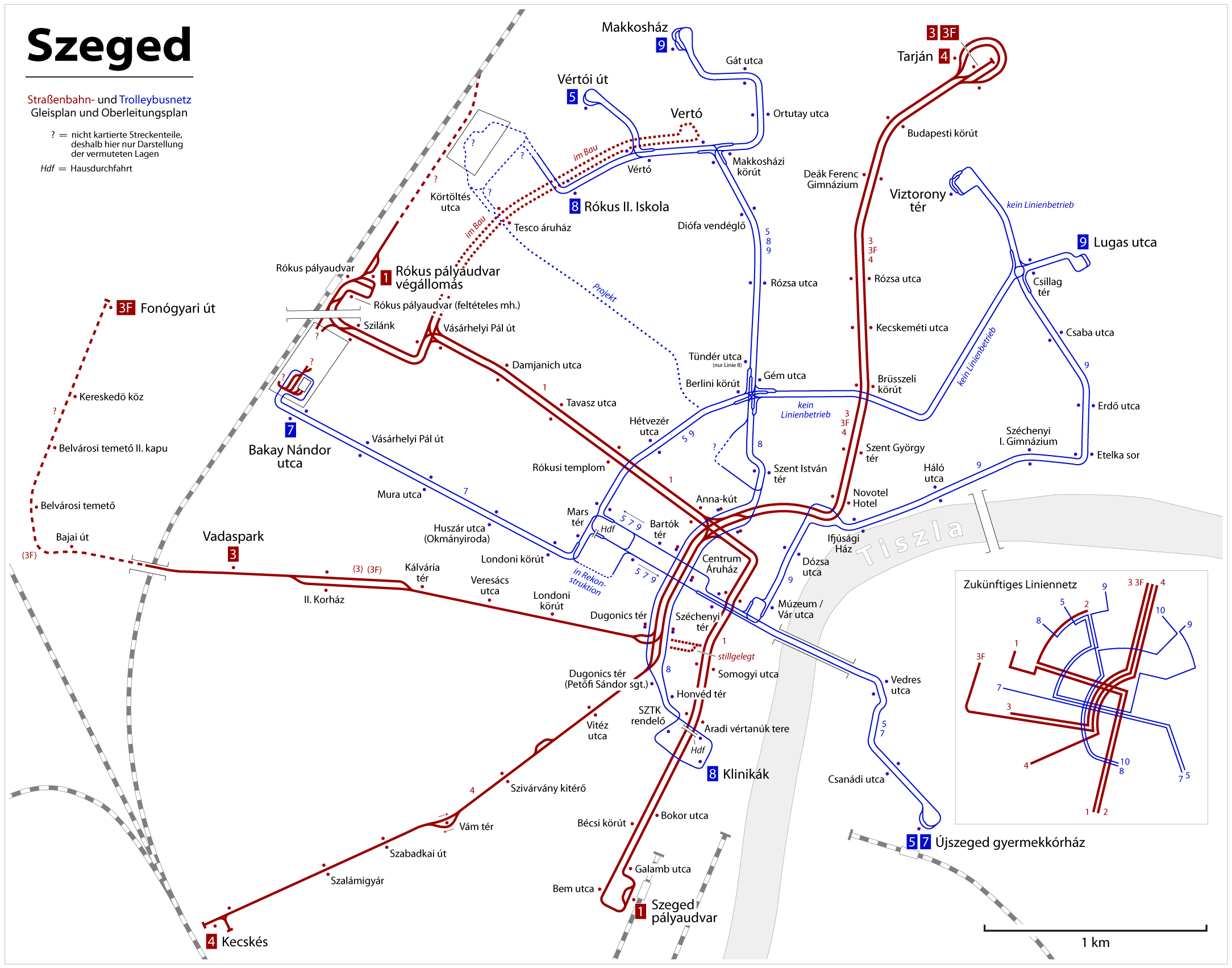

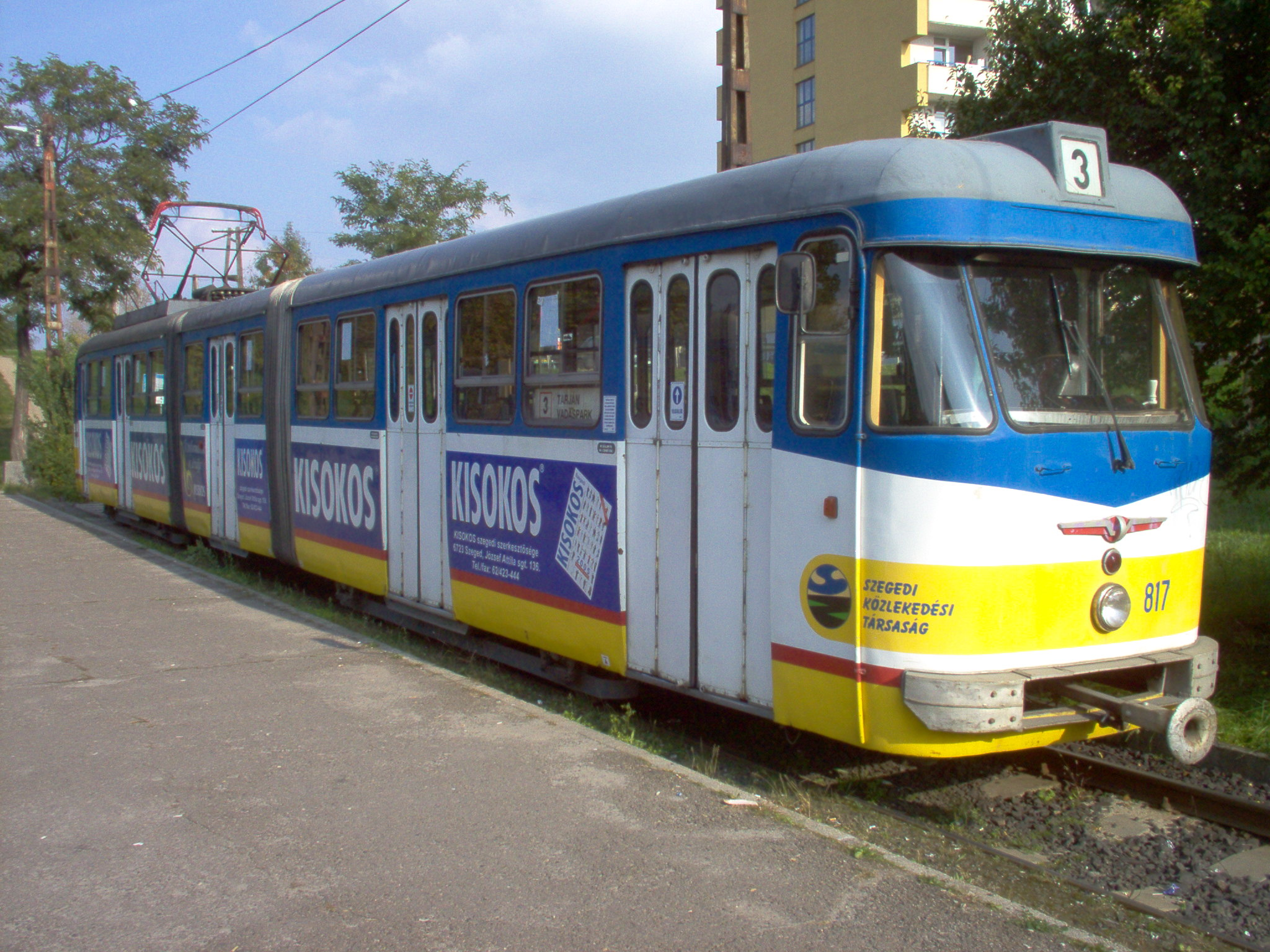
FVVspårvagnen

Kollektivtrafiken i Szeged, Ungerns fjärde största stad, är organiserad av två företag, SzKT (Szegedi Tömegközlekedési Társaság) och Tisza Volán. Det förstnämnda företaget sköter spårvagnarna och trådbussarna, medan de sistnämnda sköter bussar. SzKT ägs av staden Szeged.
Efter flodöversvämningen i staden år 1879 blev det dåvarande nätet av hästomnibus-linjer otillräckligt för den snabbt växande stadens behov, så från 1 juli 1884 började föregångaren till SzKT driva hästbussar i staden. År 1885 hade företaget haft 300 000 resenärer.
Spårvagnarna i staden började köra 1 oktober 1908. Resekostnaderna var ganska höga för den tiden. Fram till 1971 körde spårvagnarna inte bara resenärer, utan även gods. Under första världskriget förstördes dock stora delar av spårvagnsnätet och två spårvagnar såldes till andra städer. Användningen av spårvagnarna minskade.
Andra världskriget skadade inte lika mycket på infrastrukturen och trafiken kunde startas igen direkt efter att kriget var över. Den 14 april 1950 bytte företaget namn till Szegeds spårvägsföretag (Szegedi Villamos Vasút Vállalat), som senare bytte namn år 1955 till Szegeds transportföretag (Szegedi Közlekedési Vállalat). Under 1950-talet började företaget även bedriva bussar. Bussarna planerades som en andra utväg för spårvagnarna, men blev snabbt mycket populära. Den 1 januari 1963 togs bussarna över av företaget Tisza Volán, provinsens bussföretag.
Trådbussar började köras den 29 april 1979. Spårvagnarna minskade i popularitet och de flesta fordonen blev för gamla för att köras med och det dröjde fram till 1996 innan företaget köpte in tretton nya Tatraspårvagnar. SzKT köpte in nya trådbussar år 2000 och 2001. År 2005 köptes nya FVV-vagnar in för att ersätta de gamla Tatrorna.
Szeged har idag[när?] 38 busslinjer, 5 spårvagnslinjer och 6 trådbusslinjer. Staden är en av de fyra städer i Ungern som har spårvagnar, de andra är Budapest, Miskolc och Debrecen - och, tillsammans med Budapest och Debrecen, en av de tre som har trådbussar.